# Karl Holl (Literaturhistoriker)
Karl Holl (* 26. Mai 1886 in Heidelberg; † 25. November 1971 ebenda) war ein deutscher Literarhistoriker sowie Hochschullehrer.

## Leben
Der gebürtige Heidelberger, Sohn des Handwerkers Friedrich Holl sowie der Susanna geborene Seeger, wandte sich nach dem abgelegten Abitur in seiner Heimatstadt dem Studium der Germanistik sowie Geschichtswissenschaften zu, das er mit dem Erwerb des akademischen Grades eines Dr. phil. abschloss. Nach Assistenzjahren habilitierte er sich 1917 für das Fach Deutsche Literaturgeschichte an der Technischen Hochschule Karlsruhe, dort erhielt er 1919 eine Privatdozentur, 1924 erfolgte seine Ernennung zum ordentlichen Professor. Karl Holl, der in den Jahren 1931 bis 1933 das Rektorenamt innehatte, wurde 1937 zwangsemeritiert. Am 29. August 1940 beantragte er die Aufnahme in die NSDAP und wurde zum 1. Oktober desselben Jahres aufgenommen (Mitgliedsnummer 8.934.166). 1945 wurde Karl Holl als Regierungspräsident von Nordbaden eingesetzt, 1947 wurde er in den Ruhestand verabschiedet.
Karl Holl, der 1931 mit der Goethe-Plakette des Freien Deutschen Hochstifts ausgezeichnet wurde, trat mit grundlegenden Beiträgen zur Deutschen Literaturgeschichte hervor.
Karl Holl heiratete 1919 Bertha geborene Hofmann, mit der er zwei Töchter namens Annelies sowie Eva hatte. Er verstarb 1971 in seinem 86. Lebensjahr in seiner Geburtsstadt Heidelberg.

## Publikationen
- Goethe: Stoff, Gehalt, Form : Ein Beitrag zu Goethes Wortgebrauch und Ästhetik, Weidmann, Berlin, 1917
- Schiller und die Komödie : Rede, J. J. Weber, Leipzig, 1925
- Gotthold Ephraim Lessing : Gedächtnisrede zu seinem 200. Geburtstage gehalten in der Aula der Technischen Hochschule Karlsruhe am Tage der Reichsgründungsfeier 1929, C. F. Müller, Karlsruhe, 1929
- Die Technische Hochschule: Bildungsanstalt oder Fachschule?, C. F. Müller, Karlsruhe, 1931
- Geschichte des deutschen Lustspiels, Unveränderter fotomechanischer Nachdruck der Ausgabe Leipzig 1923, Wissenschaftliche Buchgesellschaft, Darmstadt, 1964